# فوران زیردریایی
فوران زیردریایی (انگلیسی: Submarine eruption) مانند فوران‌های آتشفشانی زیردریایی فوران‌هایی هستند که در زیر سطح آب رخ می‌دهند. این فوران‌ها در حاشیه‌های ساختاری مناطق فرورانشی و درون زمین‌ساخت‌های صفحه‌ای به دلیل وجود تفتگاه‌ها رخ می‌دهند. این سبک فوران بسیار شایع‌تر از فعالیت‌های زیرسطحی است. به عنوان مثال، باور کنونی بر این است که ۷۰ تا ۸۰ درصد از خروج ماگمای زمین در پشته‌های میان اقیانوسی رخ می‌دهد.

## شناسایی

فوران زیردریایی در فوکوتوکو-اوکانوبا

فوران‌های زیردریایی به دلیل عدم دسترسی به آنها، کمتر از آتشفشان‌های زیرسطحی مورد مطالعه قرار گرفته‌اند. پیشرفت در فناوری به این معنی است که فوران‌های آتشفشانی زیردریایی اکنون می‌توانند با جزئیات بیشتری مورد مطالعه قرار گیرند. با وجود این پیشرفت، درک هنوز محدود است. برای مثال، پشته‌های میان اقیانوسی فعال‌ترین سیستم‌های آتشفشانی روی زمین هستند، اما تقریباً تنها ۵٪ از طول آنها به‌طور دقیق مورد مطالعه قرار گرفته است. مدل‌سازی فرآیندهای آتشفشانی: فیزیک و ریاضیات آتشفشانی، انتشارات دانشگاه کمبریج، انگلستان.</ref>
دانش اولیه در مورد این فوران‌ها از سنگ‌های آتشفشانی که از کف اقیانوس هنگام تعمیرات کابل تلگراف ترانس آتلانتیک در دههٔ ۱۸۰۰ بازیابی می‌شدند، به دست آمد. اخیراً از تکنیک‌های متنوعی برای مطالعهٔ این فوران‌ها استفاده شده است و از سال ۱۹۹۰ به بعد پیشرفت‌های چشمگیری در این زمینه حاصل شده است. این موارد شامل استفاده از زیردریایی‌های کنترل از راه دور است که می‌توانند بررسی‌هایی از کف اقیانوس انجام دهند.[۳]